# Mark McMorris
Mark Lee McMorris (født 9. december 1993 i Regina, Saskatchewan) er en canadisk snowboarder, der har specialiseret sig i disciplinerne slopestyle og Big Air. Han var den første snowboarder der gennemførte tricket "backside triple cork 1440", hvilket han vandt to guldmedalje i under slopestyle-konkurrencerne ved Vinter X-Games i 2012 og 2013. Han deltog i slopestyle-konkurrencen ved vinter-OL 2014 i Sotji, hvor han vandt en bronzemedalje.
Ved X Games Aspen 2023 vandt McMorris slopestyle-guld, og bragte sin X Games-medaljetotal op på 22. Han er dermed den atlet med flest Vinter-X Games-medaljer. 

## Karriere
McMorris deltog i sit første FIS Snowboard World Cup-stævne under 2009-10 sæsonen, hvor han sluttede ottende bedst i en afdeling, der blev afviklet i Quebec City. Han vandt efterfølgende slopestyle konkurrencen ved en afdeling, der blev afholdt i Calgary.
Ved Vinter X-Games 2011 i Aspen i Colorado tog McMorris sølvmedaljen i slopestyle konkurrencen, hvor han sluttede bag sin landsmand Sebastien Toutant. Han vandt også World Snowboard Tours afdeling i München i 2011, hvor han slog Peetu Piiroinen, Werner Stock og Nils Arvidsson i finalen. McMorris blev den første i Vinter X-Games' historie, der scorede 98,00 i en slopestyle konkurrence. Det skete samtidig med, at McMorris tog guld ved Vinter X-Games i 2013, og dermed forsvarede sit slopestyle guld fra året før. McMorris tog to podieplaceringen ved det års Vinter X-Games; den anden medalje var et sølvmedalje i big air konkurrencen. Dette skete få dage efter McMorris tog sin første medalje ved VM i Snowboarding, hvor han sluttede som nummer to.
McMorris blev testet positiv med COVID-19 forud for X Games 2021 og kunne derfor ikke stille op.

### Vinter-OL 2014
Ved Vinter X-Games 2014 ville forsøge at lave et hattrick i slopestyle, hvor han havde taget guld i både 2012 og 2013. Det blev dog kun til en sølvmedalje, idet han styrtede og brækkede ét ribben i det tredje og sidste gennemløb i finalen. På trods af skaden, ønskede McMorris dog stadig at stille op til vinter-OL 2014, der skulle afvikles 14 dage efter X-Games. Ved ankomsten i Sotji, udtalte McMorris, at han følte bemærkelsværdig klar: "Det fremskridt, jeg har gjort mig, siden jeg brækkede mit ribben sidste lørdag er uforklarlige. Jeg troede ikke, at jeg kunne være klar så hurtig. På den anden side er det at gå rundt i lufthavnen noget andet end at træne snowboarding."
Ved de olympiske konkurrencer i slopestyle styrtede McMorris i kvalifikation, hvilket betød, at han ikke gik direkte i finalen. I semifinalen lykkedes det McMorris at kvalificere sig til finalen. I finalen styrtede han under sit første gennemløb. Hans tredje gennemløb var dog godt nok til en podieplacering, hvor han vandt bronze. Det havde været nogle hårde uger for McMorris, hvor skader havde fyldt en del. Ved et interview efter medaljen sagde han: "At være på podiet, er som at se en drøm blive til virkelighed. Jeg kan ikke forklare det. Det har været ligesom en rutsjebane de sidste par uger."

## Privatliv
McMorris blev født i Regina, Saskatchewan, Canada, og er søn af den regionale politiker og landmand, Don McMorris og sygeplejersken Cindy McMorris. Hans storebror, Craig McMorris, er ligeledes professionel snowboarder. McMorris har tidligere været udøver af Wakeboarding, inden han besluttede sig for at satse på snowboarding. Han har flere tatoveringer, hvoraf den ene forstiller et bundt hvede; et symbol på hans hjemprovins Saskatchewan. McMorris er i øjeblikket i et forhold med den amerikanske surfer Coco Ho.